# Alex Albon
Alexander Albon Ansusinha (født d. 23. marts 1996) er en britisk-thailandsk racerkører, som kører for Formel 1-holdet Williams. Han har tidligere kørt for Red Bull og Toro Rosso.

## Baggrund
Albon er søn af den tidligere britiske racerkører Nigel Albon. Hans mor, Kankamol, kommer fra Thailand. Han er født og opvokset i England, men har i løbet af sin karriere repræsenteret Thailand.

## Tidlige karriere

### Gokarts
Albon begyndte i gokarts da han var 8 år gammel, og havde stor succes på både lokal, og senere international plan.

### Formel Renault 2.0
Albon rykkede i 2012 op i formelbiler, da han kørte i Formel Renault 2.0-serien. Det lykkedes ham ikke at score point i sin debutsæson, men efter at være skiftet hold, scorede han 22 point i 2013 sæsonen. Hans store gennembrud kom dog i 2014, hvor han var del af mesterskabskampen, og endte sæsonen på tredjepladsen.

### Formel 3
Albon kørte i 2015 i den europæiske Formel 3-serie, og sluttede sæsonen på syvendepladsen.

### GP3 Series
Albon skiftede i 2016 til GP3 Series. Han var i sæsonen med i mesterskabskampen, men måtte dog nøjes med andenpladsen bag holdkammerat Charles Leclerc.

### Formel 2
Albon fortsatte opad i karrieren, da han i 2017 skiftede til Formel 2. Han blev på tiendepladsen i sin debutsæson. Hans anden sæson i serien blev bedre efter han havde skiftet til DAMS-holdet, og han endte på tredjepladsen.

## Formel 1-karriere

### Toro Rosso

#### 2019
Albon havde oprindeligt skrevet en kontrakt for, at han skulle køre i Formel E, men efter der pludselig kom en åbning hos Toro Rosso, så skrev han kontrakt med holdet. Han blev her kun den anden thailandske kører i Formel 1 nogensinde, og den første siden 1954.

### Red Bull

#### 2019
Efter en imponerende halvsæson for Toro Rosso, blev Albon i august 2019 kaldt op til at erstatte Pierre Gasly på Red Bull holdet, hvorpå at Gasly rykkede ned til Toro Rosso, efter at have skuffet med Red Bull. Albon sluttede på ottendepladsen i sin første sæson på tværs af de to hold.

#### 2020
Albon fortsatte hos Red Bull i 2020 sæsonen. Albon opnåede sit første podium i sæsonen, og sluttede to gange på tredjepladsen. Han sluttede sæsonen på syvendepladsen, i hvad var en skuffede sæson.

#### Reservekører
Albon mistede sin plads hos Red Bull for 2021 sæsonen til Sergio Pérez. Han var i stedet reservekører for Red Bull i sæsonen, og deltog ved siden af i Deutsche Tourenwagen Masters.

### Williams

#### 2022
Det blev i september 2021 annonceret, at Albon ville køre for Williams i 2022 sæsonen, hvor han erstattede George Russell, som rykkede til Mercedes. Han scorede sine første point for Williams ved Australiens Grand Prix, da Williams lavede en yderst besynderlig strategi, som gjorde han første kørte i pit stop på sidste omgang, hvilke endte med at give pote.

#### 2023
Albon forstætter med Williams i 2023 sæsonen.